# Robert Hurley
Robert Hurley (ur. 26 września 1988 w Melbourne) – australijski pływak, specjalizujący się głównie w stylu dowolnym i grzbietowym.
Mistrz świata na krótkim basenie z Manchesteru w sztafecie 4 x 200 m stylem dowolnym oraz ze Stambułu na 50 m stylem grzbietowym.
Były rekordzista świata na krótkim basenie na 50 m stylem grzbietowym -  23.24 (26 października 2008, Sydney)